# 陸卿榮
陸卿榮（1570年—1626年），字孟欿，號霁澤，南直隶常州府武進縣人，明朝政治人物。

## 生平
万历二十二年（1594年）甲午科应天乡试舉人，三十二年（1604年）甲辰科进士，吏部觀政，三十四年授嚴州府推官，岁大潦，民徙山巅，卿荣出谷捐赀，拯民於溺。视篆建德，又摄府事。四十年擢礼部主事，四十一年调吏部主事，本年调验封司，四十二年调考功，又调文选，升稽勲司员外，调验封，本年又调考功，四十三年调文选，本年回籍，四十七年起文选司郎中，泰昌元年（1620年）升四夷館太常寺少卿，天启三年（1623年）京察，本年補南太常寺少卿，四年养病，五年起南太常寺少卿，六年升右佥都御史巡抚浙江，此时他染上脾疾，不能赴任，病逝于家，賜祭葬。